# فرنسيس إتش. ويلسون
فرنسيس إتش. ويلسون هو محامي وسياسي أمريكي، ولد في 11 فبراير 1844 في كلينتون في الولايات المتحدة، وتوفي في 25 سبتمبر 1910 في بروكلين في الولايات المتحدة. نشط حزبياً في الحزب الجمهوري. وقد انتخب عضو مجلس النواب الأمريكي ‏.